# Віреон норонгійський
Віреон норонгійський (Vireo gracilirostris) — вид горобцеподібних птахів родини віреонових (Vireonidae). Раніше вважався спорідненим з віреоном білобровим (Vireo chivi), однак відрізняється тим, що його оперення значно тьмяніше, а дзьоб довший.

## Поширення
Ендемік острова Фернанду-ді-Норонья біля північно-східного узбережжя Бразилії. Трапляється в лісах, садах або хащах, особливо там, де є невеликі фігові дерева. Він відсутній на вирубках, але легко приживається у вторинних лісах.